# Nilea leo
Nilea leo là một loài ruồi trong họ Tachinidae.